# ファビアナ・クラウジノ
ファビアナ・クラウジノ（Fabiana Claudino, 1985年1月24日 - ）は、ブラジルの元女子バレーボール選手。ブラジル代表。

## 来歴
ベロオリゾンテ出身。2003年にブラジル代表入り。高い打点からのクイックを得意とし、高い決定率を誇る。
2004年のアテネオリンピックで4位、2006年の世界選手権では銀メダルを獲得。2008年北京オリンピックでは金メダルを獲得した。
2010年からブラジル代表の主将を務め、同年のワールドグランプリ、世界選手権で銀メダルを獲得。
2012年のロンドンオリンピックでもチームの2連覇に大きく貢献し、自身もベストブロッカー賞を受賞した。
2013年グラチャンで金メダルを獲得し、大会MVPに選ばれた。
2014年世界選手権では銅メダルを獲得した。
2016年リオデジャネイロ五輪に出場した。
2019年、3年ぶりに代表へ復帰、同年のワールドカップで主将を務めた。
2019/20シーズンは日本のV.LEAGUE DIVISION1 の久光製薬スプリングスに加入した。
2025年に開幕予定のリーグ・ワン・バレーボール（LOVB）のアトランタ所属選手となることが発表されていたが、2024年9月に現役引退を発表。LOVBのアンバサダーに就任した。

## エピソード
ブラジル国内の2016年リオデジャネイロオリンピック聖火リレーが2016年5月に開始されたが、ファビアナは第一走者に選出された。「永遠の想い出、忘れられない一日になった」と語った。

## 球歴
- 2003年 - ワールドカップ（銀メダル）
- 2004年 - アテネオリンピック（4位）
- 2006年 - 世界選手権（銀メダル）
- 2007年 - ワールドカップ（銀メダル）
- 2008年 - 北京オリンピック（金メダル）
- 2010年 - 世界選手権（銀メダル）
- 2012年 - ロンドンオリンピック（金メダル）

## 受賞歴
- 2006年 - ワールドグランプリ ベストスパイカー賞
- 2006年 - パンアメリカンカップ ベストブロッカー賞
- 2009年 - モントルーバレーマスターズ MVP
- 2009年 - ワールドグランプリ ベストブロッカー賞
- 2011年 - 南米選手権 ベストブロッカー賞
- 2012年 - ロンドンオリンピック ベストブロッカー賞
- 2013年 - 南米選手権 ベストミドルブロッカー賞
- 2013年 - グラチャン MVP
- 2014年 - ワールドグランプリ ミドルブロッカー賞（第2位）[8]

## 所属クラブ
- ミナス（2001-2003年）
- レクソーナ・アデス （2003-2010年）
- バレー・フトゥーロ （2010-2011年）
- フェネルバフチェ （2011-2012年）
- SESI・サンパウロ （2012-2016年）
- プライア・クルーベ（2016-2019年）
- 久光製薬スプリングス（2019-2020年）
- オザスコ（2021-2024年）